# Peter Kurongku
Peter Kurongku (* 1930 in Tonnui, Papua-Neuguinea; † 11. Juni 1996 in Port Moresby) war ein papua-neuguineischer Geistlicher und römisch-katholischer Erzbischof von Port Moresby.

## Leben
Peter Kurongku empfing am 21. Dezember 1966 durch den Bischof von Bougainville, Leo Lemay SM, das Sakrament der Priesterweihe.
Am 15. November 1978 ernannte ihn Papst Johannes Paul II. zum Titularbischof von Sinnuara und bestellte ihn zum Weihbischof in Honiara auf den Salomonen. Der Erzbischof von Honiara, Daniel Willem Stuyvenberg SM, spendete ihm am 25. März 1979 in der Holy Cross Cathedral in Honiara die Bischofsweihe; Mitkonsekratoren waren der Bischof von Bougainville, Gregory Singkai, und der emeritierte Bischof von Bougainville, Leo Lemay SM.
Am 3. Oktober 1981 ernannte ihn Papst Johannes Paul II. zum Erzbischof von Port Moresby. Die Amtseinführung erfolgte am 7. November desselben Jahres.
Am 14. Juni 1986 wurde Peter Kurongku zum Knight Commander des Order of the British Empire ernannt.